# Bobby Roode
Robert Francis Roode Jr. (11. svibnja 1977.) je kanadski profesionalni hrvač koji je najpoznatiji pod svojim kečerskim imenom Bobby Roode. Trenutno ima potpisan ugovor s WWE-om gdje nastupa na Rawu pod svojim kečerskim imenom Robert Roode. Postao je poznat po 12-ogodišnjem nastupu za Total Nonstop Action Wrestling (TNA) od 2004. do 2016.
Nakon svog debitantskog nastupa u TNA-iju kao dio Team Canada u 2004. Roode je s Ericom Youngom osvojio NWA World Tag Team Champion. Nakon svog pojedinačnih nasupa nakon što se tim raspao utemeljio je novi tag-tim s Jamesom Stormom pod nazivom Beer Money, Inc. Zajedno sa Stormom bili su šesterostruki TNA World Tag Team Champions i najduže su držali pojaseve te kategorije u povijesti TNA-eja. U svoje vrijeme u TNA-eju Roode je postao dvostruki TNA World Heavyweight Champion čime je u svom prvom držanju pojasa najduže bio prvak te kategorije s 256 dana u povijesti te tvrtke. Roode je također postao World Tag Team prvak s Austinom Ariesom i bio je jedanput TNA King of the Mountain Champion. 
Roode je potpisao ugovor WWE-om u 2016. i započeo svoju WWE karijeru u njihovom razvojnom području NXT gdje je bio NXT Champion prije nego što je pozvan na glavni roster. Roode je debitirao na SmackDownu u kolovozu 2017. i osvojio je naslov Sjedinjenih Država u siječnju 2018. svoj prvi naslov na glavnom rosteru. Prebačen je na Raw u travnju gdje je osvojio Raw Tag Team Championship sa svojim tag-tim partnerom Chad Gable u prosincu, nakon čega je u svibnju 2019. pojedinačno osvojio 24/7 Championship.

## Vanjske poveznice
|  | Zajednički poslužitelj ima još gradiva o temi Bobby Roode |